# Calanthe biloba
Calanthe biloba är en orkidéart som beskrevs av John Lindley. Calanthe biloba ingår i släktet Calanthe och familjen orkidéer. Inga underarter finns listade i Catalogue of Life.